# Veronika Aigner
Veronika Aigner, née le 13 février 2003 à Neunkirchen, est une skieuse alpine handisport autrichienne concourant en B2 pour les athlètes malvoyants. Elle remporte deux titres paralympiques (slalom et slalom géant) aux Jeux de 2022.

## Biographie
Veronika Aigner vient d'une famille de skieurs alpins. Son frère et sa sœur, Barbara et Johannes concourent également chez les malvoyants aux Paralympiques tandis que ses sœurs Elisabeth et Irmgard servent de guide. Comme les deux autres membres de sa fratrie, elle a une cataracte congénitale.
Elle commence le ski à l'âge de deux ans et remporte ses premières courses à six face à des enfants valides.

## Carrière
Sa sœur aînée Elisabeth lui sert de guide.
En novembre 2020, elle reçoit le prix de l'athlète handisport autrichienne de l'année après avoir remporté la Coupe du monde de slalom chez les malvoyantes.
Lors des Jeux paralympiques d'hiver de 2022, elle ne participe qu'aux épreuves de slalom et de slalom géant. Sur ce dernier, elle remporte l'or paralympique devant Zhu Daqing et sa sœur Barbara Aigner. Le lendemain, elle rafle le titre sur le slalom devant sa sœur Barbara et Alexandra Rexová.

## Palmarès

### Jeux paralympiques
|              | Pékin 2022 |
| ------------ | ---------- |
| Slalom géant | Or         |
| Slalom       | Or         |